# Toron
Toron, oggi Tibnin (in arabo تبنين‎?, Tibnīn), nel meridione del Libano, fu un importante castello dei Crociati, costruito nelle montagne del Libano sulla strada da Tiro a Damasco.
Fu il centro della Signoria di Toron, un valvassore del Principato di Galilea, nel Regno di Gerusalemme.
Il nome del castello di Toron deriva dal francese antico "collina" o "colle isolato" certamente a causa della sua ubicazione geografica.

## Storia
Il castello di Toron occupa una ripida collina, in realtà un tell dell'età del bronzo, a nord del villaggio di Tibnin, ad una quota di 725 m sul livello del mare. La sua pianta ovale segue il contorno del tell. Una volta aveva dodici torri rettangolari e una di esse, a sud, era il torrione.
Il castello fu costruito da Ugo di Saint Omer, secondo principe di Galilea, nel 1105 per contribuire alla conquista di Tiro, che era ancora in mano ai Fatimidi. Dopo la morte di Ugo, l'emiro Izz al-Muluk tentò di approfittare della mancanza di difensori per impadronirsi del castello, ma il re Baldovino I lo concesse come feudo a Gervasio de Bazoches, che però morì poco dopo, giustiziato sulla piazza di Damasco. Toron divenne allora una signoria indipendente e, prima del 1109, fu assegnata a Umfredo I; dopo di lui il castello e la Signoria di Toron passarono ai suoi discendenti Umfredo II ed Umfredo IV, quest'ultimo fu anche principe titolare di Oltregiordano.
Bāniyās, che era stata data a Baldovino II dai Nizariti nel 1128, fu ereditata dai Signori di Toron attorno al 1148 quando Umfredo II sposò la figlia di Rénier Brus, signore di Bāniyās ed Assebebe. Umfredo II vendette parti delle signorie di Chastel Neuf e di Bāniyās ai Cavalieri ospitalieri nel 1157; il resto di Bāniyās rimase unita con Toron finché fu conquistata da Norandino, il 18 novembre 1164; quando fu ripresa dai cristiani divenne parte della Signoria (Seigneury) di Joscelin III di Edessa.
Toron rimase in mano ai Crociati fino al 1187 quando cadde di fronte alle forze di Saladino che, dopo la Battaglia di Hattin, quasi annientò gli Stati crociati. Dieci anni dopo, nel novembre 1197, Toron fu assediata da un contingente tedesco della Terza crociata, ma la guarnigione musulmana resistette fino all'arrivo di rinforzi dall'Egitto.
Nel 1219 il Sultano al-Mu'azzam fece smantellare segretamente le fortificazioni di Toron, come pure quelle di Gerusalemme ed i castelli di Safad e Bāniyās.

Questo fu fatto perché il sultano prevedeva la necessità di scambiarle con le più importanti difese di Damietta, sul Delta del Nilo, che era stata occupata dalle forze della Quinta crociata, che minacciavano ora il Cairo, e al-Mu'azzam non era disposto a dare ai crociati città dotate di forti difese, se poteva evitarlo.
Lo scambio risultò non necessario, ma la posizione geografica dei siti rimase importante per i Crociati che volevano riprendere Gerusalemme dai musulmani.
Infatti, nonostante la loro distruzione, Federico II recuperò Toron, Safed e Bāniyās due anni esatti dopo la morte di al-Mu'azzam, l'11 novembre 1227, con il trattato stretto nel 1229 con il Sultano al-Malik al-Kamil.
Toron fu venduta nel 1220, insieme con i territori chiamati Seigneury de Joscelin, ai Cavalieri teutonici, causando una controversia tra questi e Alice d'Armenia, la nipote di Umfredo IV ed erede della Signoria di Toron.
Alice fece valere con successo i suoi diritti dinanzi all'Alta Corte e Federico II assegnò a lei la Signoria.
Nel 1239, alla scadenza del trattato, Toron tornò agli Ayyubidi; ma due anni più tardi, nel 1241, fu restituito ai Crociati grazie a un altro trattato tra Riccardo di Cornovaglia e il sultano al-Salih Ayyub.
Nel 1244 i castelli resistettero all'esercito dell'Impero corasmio riuscendo a deviare l'attacco musulmano a Gerusalemme; ciononostante alla fine Gerusalemme cadde di fronte alla superiorità numerica dei Corasmi e lo scopo primario dei castelli divenne obsoleto.
Tuttavia, Toron rimase in mano ai Crociati e fu periodicamente posto sotto assedio dai Mamelucchi finché il jihād di Baybars lo isolò ulteriormente.
Nel 1266 dopo un ultimo, breve assedio, Baybars in una rara dimostrazione di benevolenza consentì al piccolo contingente di crociati di evacuare in cambio della resa: cosa che essi accettarono di fare.
Il castello fu raso al suolo nel 1266 dai Mamelucchi e ricostruito 500 anni dopo, nella metà del XVIII secolo da uno sceicco sciita locale, durante la sua lotta contro il dominio ottomano. Egli usò le rovine delle mura medievali come base per il nuovo castello che quindi oggi appare prevalentemente come una costruzione Ottomana.

## Signori di Toron
I signori di Toron tendevano a essere molto influenti nel regno; Umfredo II fu connestabile di Gerusalemme. Umfredo IV sposò Isabella, figlia del re Amalrico I e Toron passò nel Demanio regio durante il loro matrimonio, il solo titolo fu restituito ad Umfredo IV dopo il divorzio. Fu anche una delle poche signorie ad avere una linea diretta di successione maschile, almeno per qualche generazione. I signori di Toron erano anche legati alla Signoria di Oltregiordano per il matrimonio di Umfredo III e l'eredità materna di Umfredo IV.
Toron fu in seguito fusa con il Demanio regio di Tiro, che andò a un ramo degli Antiochia, poi ai loro eredi di Montfort.
- 1105 – 1107: Ugo di Saint Omer
- ante 1109 – post 1136: Umfredo I di Toron
- ante 1137 – 1179: Umfredo II di Toron, connestabile di Gerusalemme
  - Umfredo III (1168 - 1173) morì prima di suo padre, fu Signore di Oltregiordano per matrimonio con Stefania de Milly, erede della Signoria

- 1179 – 1183: Umfredo IV di Toron sposò Isabella, figlia del re Amalrico I
- 1183 – 1187: Demanio regio
- 1187 – 1229: la signoria fu occupata da Saladino e rimase in mano ai i musulmani fino al 1229
  - Umfredo IV (1190 – 1192 circa) restaurato nel titolo dopo il divorzio

- 1229 – post 1236: Alice d'Armenia, nipote di Umfredo III
- post 1236 – 1239: Maria di Antiochia-Armenia, figlia di Alice e pronipote di Isabella, figlia di Umfredo III
- 1239 – 1241: la signoria fu occupata di nuovo dai musulmani
- 1241 – ante 1257: Filippo di Montfort
- ante 1257 – 1266: Giovanni di Montfort
- 1266 la signoria fu perduta definitivamente

Signori titolari
- Giovanni di Montfort (1266 – 1283)
- Umfredo di Montfort (1283 – 1284), Signore di Beirut, Signore di Tiro
- Amalrico di Montfort (1284 – 1304)
- Rupen di Montfort (1304 – 1313), Signore titolare di Beirut
- Umfredo di Montfort (morto nel 1326), Connestabile di Cipro, Signore titolare di Beirut
- Eschiva di Montfort (morta ante 1350), moglie di Pietro I di Cipro Signore titolare di Beirut

Valvassori
Vassalli di Toron furono:
- la Signoria di Chastel Neuf, che fu costruito da Ugo di Saint Omer attorno al 1105, passò in seguito ai Cavalieri ospitalieri, ed infine fu conquistata da Nur al-Din nel 1167;
- la Signoria di Maron che fu ceduto nel 1229 ai Cavalieri teutonici in cambio dei loro crediti su Toron.